# Mycetina heteropunctata
Mycetina heteropunctata là một loài bọ cánh cứng trong họ Endomychidae. Loài này được Heller miêu tả khoa học năm 1898.